# Lluís Pou i Sala
Lluís Pou i Sala (Manlleu, 1901-1975) fou un filador i poeta manlleuenc.
L’any 1924 fou empresonat pel règim de Primo de Rivera, acusat de participar en els fets de Prat de Molló. Quan sortí de la presó l’any següent, encara pendent de condemna, fugí a la Cerdanya i, poc després, s'exilià a França. Va viure en diverses ciutats europees fins al 20 d’abril del 1930, que amnistiat, va tornar a la seva vila natal en què més de tres mil persones varen anar a rebre’l. Ja a Manlleu va participar en diverses publicacions com "Manlleu", "El Record", "La Nostra Dansa" i "Comarca".
Va publicar alguns llibres de poesia: Record de Manlleu (1924), Aires dels cims (1933), Aplec de Caramelles (1933), Esparses de la meva arpa (1970) i Folklore nadalenc (1974).